# Rừng Białowieża
Rừng Białowieża (tiếng Belarus: Белавежская пушча, Biełaviežskaja Pušča; tiếng Litva: Baltvyžio giria; tiếng Ba Lan: Puszcza Białowieska  phát âm tiếng Ba Lan: [ˈpuʂt͡ʂa ˌbʲawɔˈvʲɛska] ⓘ) là một trong những nơi cuối cùng và là khu vực còn lại lớn nhất của những cánh rừng nguyên sinh rộng lớn từng bao phủ khắp vùng Đồng bằng châu Âu. Nó là nhà của khoảng 800 con Bò bison châu Âu được biết đến là động vật trên cạn nặng nhất châu Âu. Khu vực Białowieża tại Ba Lan được UNESCO công nhận là Khu dự trữ sinh quyển thế giới từ năm 1976, và Belovezhskaya Puschcha tại Belarus cũng được trao danh hiệu này vào năm 1993.
Khu rừng được công nhận là Di sản thế giới của UNESCO., là một khu bảo tồn đặc biệt tại châu Âu nằm trong danh sách Natura 2000. Tháng 6 năm 2014, Ủy ban Di sản thế giới đã phê duyệt việc mở rộng và đổi tên "Belovezhskaya Pushcha/Rừng Białowieża, Belarus, Ba Lan" thành "Rừng Białowieża, Belarus, Ba Lan". Nó nằm giữa tỉnh Podlaskie của Ba Lan với vùng Brest của Belarus, cách thành phố Brest, Belarus 70 kilômét (43 dặm) về phía bắc và 62 kilômét (39 dặm) về phía đông nam của Białystok, Ba Lan. Khu vực được công nhận là Di sản thế giới có diện tích 141.885 ha (1.418,85 km2; 547,82 dặm vuông Anh). Vì biên giới giữa hai nước chạy qua khu rừng nên tại đây có một cửa khẩu dành cho người đi bộ và xe đạp có thể đi qua để khám phá khu rừng.

## Tên
Rừng Białowieża được đặt theo tên của ngôi làng Białowieża ở Ba Lan nằm giữa khu rừng và có lẽ là một trong số những khu định cư đầu tiên của con người trong khu vực. Białowieża trong tiếng Ba Lan có nghĩa là "Tòa tháp Trắng". Cái tên bắt nguồn từ trang viên săn bắn gỗ trắng được thiết lập trong ngôi làng bởi Władysław II Jagiełło, quốc vương Ba Lan cai trị từ năm 1386 đến 1434 là người thích săn bắn tại khu vực. Cái tên của khu rừng trong tiếng Belarus là Biełaviežskaja pušča (Белавежская пушча), mặc dù UNESCO và Chính phủ Belarus đã quyết định sử dụng tên chính thức trong danh sách di sản thế giới theo tiếng Nga là Belovezhskaya pushcha (Беловежская пуща), cái tên có từ trước khi Liên Xô tan rã.

## Khu vực bảo vệ

### Vườn quốc gia Białowieża
Về phía Ba Lan, một phần khu rừng được bảo vệ trong Vườn quốc gia Białowieża (tiếng Ba Lan: Białowieski Park Narodowy) có diện tích 105 km2 (41 dặm vuông Anh). Ngoài ra, còn có một khoảng rừng thưa Białowieża (tiếng Ba Lan: Polana Białowieska) là nơi có quần thể các tòa nhà từng thuộc sở hữu của các Sa hoàng Nga trong thời kỳ Phân chia Ba Lan. Hiện tại có một khách sạn và nhà hàng có một bãi đậu xe đặt tại đó. Các tour du lịch có hướng dẫn vào các khu vực được bảo vệ nghiêm ngặt của vườn quốc gia có thể được sắp xếp bằng những chuyến đi bộ, xe đạp hoặc xe ngựa. Mỗi năm, vườn quốc gia này đón khoảng 120.000–150.000 du khách ghé thăm, trong đó có khoảng 10.000 du khách quốc tế. Trong số các điểm tham quan, du khách có cơ hội chiêm ngưỡng nhiều loài động vật quý hiếm như Cú vọ và Bò rừng bison, hoạt động cưỡi ngựa và đốt lửa trại.

### Vườn quốc gia Belovezhskaya Pushcha
Về phía lãnh thổ của Belarus, khu rừng được bảo vệ bởi Vườn quốc gia Belovezhskaya Pushcha có diện tích 1.771 km2 (684 dặm vuông Anh). Vùng lõi được bảo vệ nghiêm ngặt có diện tích 157 km2 (61 dặm vuông Anh) với vùng đệm 714 km2 (276 dặm vuông Anh) và vùng chuyển tiếp rộng 900 km2 (350 dặm vuông Anh). Phần diện tích được công nhận Di sản thế giới có diện tích 876 km2 (338 dặm vuông Anh). Trụ sở chính của vườn quốc gia nằm tại Kamyanyuki bao gồm một phòng thí nghiệm và một vườn thú.